# Normanniske hertugrække
Hertug af Normandiet er en titel, der er blevet brugt – eller gjort krav på – af flere forskellige herskere, både normanniske, engelske, franske og britiske, fra det 10. århundrede og frem.
Hertugdømmet Normandiet blev etableret i 911 af vikingehøvdingen Rollo. Da de første herskeres titel var Normannernes jarl, var Richard 2. den første, som blev formelt tiltalt som hertug af Normandiet.
I 1066 blev England tilføjet til Vilhelm Erobrerens rige gennem den normanniske erobring.
Hertugdømmet (med undtagelse af Kanaløerne) blev erobret af den franske kong Filip 2. August i 1204, men de engelske konger forsatte med at gøre krav på titlen som hertug indtil en traktat i 1259 mellem Frankrig og England, hvor de opgav kravet om titlen. De engelske konger prøvede efterfølgende tilbageerobringer af deres tidligere besiddelser i Frankrig, særlig gennem Hundredårskrigen.
De engelske konger forsatte med at eje Kanaløerne, der havde været en del af hertugdømmet siden 933. Kongen var traditionelt kendt på øerne som hertug af Normandiet.
Ved forskellige lejligheder blev hertugdømmet givet til medlemmer af den franske kongelige familie. Blandt andet gav kong Filip 6. af Frankrig det til sin ældste søn, den senere kong Johan den Gode, der gav det videre til sin egen søn, den senere kong Karl 5. af Frankrig.
Den senere kong Ludvig 17. af Frankrig var også kendt som hertug af Normandiet, da hans ældre bror endnu var konge før sin henrettelse ved revolutionen i 1789.

## Hertugrækken
- Rollo, 911-927
- Vilhelm 1., Langsværd, 927-942
- Richard 1., 942-996
- Richard 2., Den Gode, 996-1027
- Richard 3., 1027-1028
- Robert 1., 1028-1035
- Vilhelm Erobreren 1035-1087
- Robert Curthose 1087-1106
- Henrik 1., 1106-1135
- Vilhelm Adelin 1120-1120
- Stefan, 1135-1144
- Godfred Plantagenet, 1144-1150
- Henrik 2., 1150-1189
- Richard 4. Løvehjerte 1189-1199
- Johan uden Land 1199-1204
- Johan uden Land, 1204-1216 (gjorde krav på titlen)
- Henrik, 1216-1259 (gjorde krav på titlen)